# 1,3-Динитробензол
1,3-Динитробензо́л (м-динитробензо́л) — один из трёх изомеров динитробензола, в котором нитрогруппы, соединённые с бензольным кольцом, расположены через один атом углерода (в первом и третьем положении). Жёлтое кристаллическое вещество.

## Получение
1,3-Динитробензол получают прямым нитрованием бензола под действием смеси концентрированных азотной и серной кислот, которые в процессе реакции образую катион нитрония NO+
2, выступающий в качестве нитрующего агента. Реакция протекает постадийно — на первой стадии образуется нитробензол, которые далее нитруется повторно, при этом его нитрогруппа оказывает ориентирующее действие при нитровании преимущественно в мета-положение. Побочно образуются 1,2- и 1,4-изомеры динитробензола в количестве 6 и 1 %, соответственно.

## Химические свойства
Восстановление 1,3-динитробензола под действием водного раствора сульфида натрия приводит к образованию 3-нитроанилина. Восстановление под действием железа или цинка в соляной кислоте протекает по обеим нитрогруппам с образованием 1,3-диаминобензола.
1,3-Динитробензол может быть пронитрован тетрафторборатом нитрония (NO2BF4) во фторсульфоновой кислоте при температуре 150 °C до 1,3,5-тринитробензола.